# Contea di Burang
La contea di Burang (普兰县S, Pǔlán XiànP Tibetano: སྤུ་ཧྲེང་རྫོང) è una contea della Cina, situata nella Regione Autonoma del Tibet e amministrata dalla prefettura di Ngari.

## Confini
La Contea di Burang segna il confine sud occidentale con la Zona del Karnali del Distretto di Humla in Nepal. Più a occidente si estende lo stato dell'Uttarakhand in India, Distretto di Pithoragarh. Dal Nepal attraverso Simikot e dall'India attraverso Dharchula vi affluiscono pellegrini Buddisti, indù e giainisti diretti al Lago Manasarovar e al Monte Kailash.
La contea confina inoltre con altre contee della Prefettura di Ngari, la Contea di Zanda a ovest, la Contea di Gar a nord ovest, la Contea di Gê'gyai a nord. A est confina invece con la Contea di Gamba della Prefettura di Shigatse.

## Ambiente naturale
La contea copre un'area di 12497 km² e (secondo il censimento del 2010) ha una popolazione di 9657 persone. La capitale e sede amministrativa, sita a Jirang, a soli 20 km dal confine nepalese, 450 km a nord ovest di Katmandu, è un importante punto nodale della dogana cinese tra Tibet, Nepal e India. Gran parte del territorio consiste di valli fluviali tra laghi e montagne, come il lago Manasarovar (o Mapam Yumtso) e il santo monte Kailash, oltre al Gurla Mandhata (anche Naimona'nyi o Memo Nani). Un altro elemento geografico di rilievo è rappresentato dal fiume Karnali. Vi si trovano asini selvatici, yak, antilopi tibetane, linci, volpi, leopardi e marmotte.

## Storia

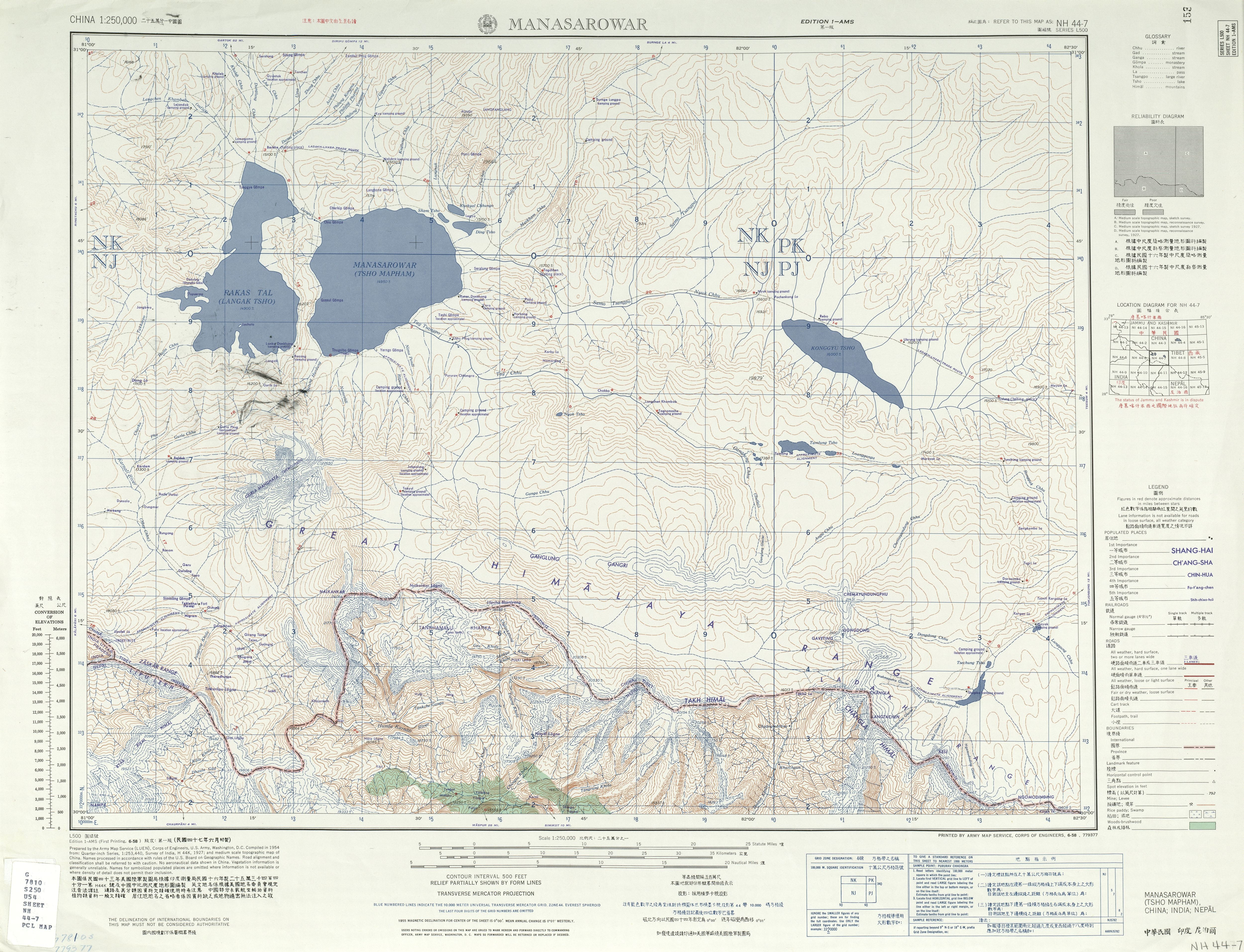
Zona del lago Manasarovar nel 1954

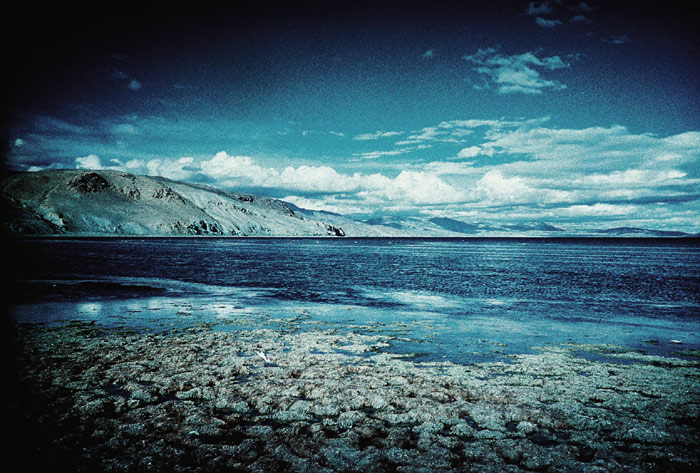
Il lago Manasarovar

Pare che il Tegla kar (Forte della tigre sdraiata) vicino alla città di Burang sia stato costruito ai tempi della dinastia Zhang Zhung, che fu sottomessa agli inizi del VII secolo EC dal re tibetano Songtsen Gampo. Esso divenne poi il principale forte del regno di Burang nel secolo X sotto re Kori, uno dei due figli di Tashi Gon, re del regno di Guge. I due regni furono separati verso la fine del secolo XI, quando re Logtsha Tsensong fondò un reame indipendente. Verso il 1330, poi, il 13º re, Sonam De si impadronì dell'importante Regno Khasa-Malla (o Yatse, da non confondere con la più tarda dinastia Malla della valle di Katmandu). La dinastia dei re di Burang durò comunque poco, estinguendosi poco prima del 1376, dopo di che il territorio fu dominato dai vicini regni di Guge e del Mustang

## Economia

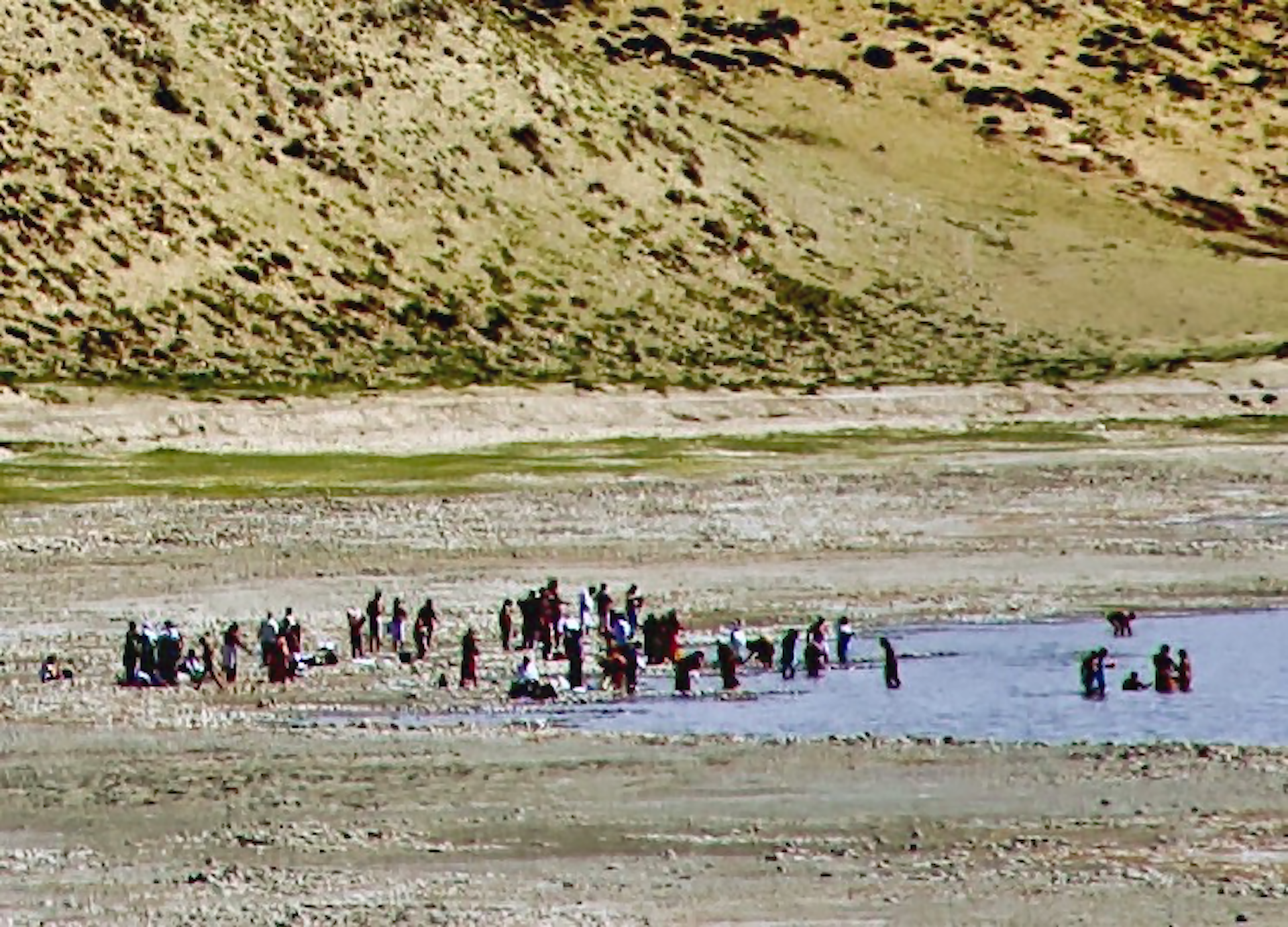
Pellegrini indiani che compiono abluzioni nel lago Manasarovar, (4590 m.)

Burang è un importante centro di coltivazione dell'orzo e di raccolta del sale dai laghi salati a nord della città di Burang-Taklakot, due merci che hanno costituito il grosso dei traffici commerciali verso il sud in cambio di riso e di un'ampia gamma di prodotti di lusso che salivano dal Nepal. Merci che i locali (detti Burangba) trasportavano con carovane di yak ma soprattutto di pecore e capre durante l'estate e l'autunno. Gli ovini vengono tuttora attrezzati con piccoli basti che possono trasportare fino a 15 chilogrammi nelle 3 settimane di viaggio che servono per raggiungere il Terai, ovvero i bassipiani del Nepal meridionale. In inverno e all'inizio della primavera, invece, la zona rimane spesso in uno stato di totale isolamento a causa delle forti nevicate.